# Gypsy Symphony
Gypsy Symphony es el segundo álbum de estudio de la cantautora estadounidense Wendy Waldman. Fue publicado en junio de 1974 a través de Warner Bros. Records.

## Grabación y contenido
Las sesiones de Gypsy Symphony tuvieron lugar en dos estudios diferentes de Estados Unidos: Muscle Shoals Sound de Muscle Shoals, Alabama, y Clover Recorders, de Hollywood, California. Una vez completas las sesiones de grabación, el álbum se masterizó en los estudios A&M por el ingeniero de audio Bernie Grundman. Gypsy Symphony contenía 11 canciones, las cuales fueron compuestas por la propia Waldman. En AllMusic, Charles Donovan calificó el álbum como “una delicia funky y brillante”. Tres canciones de Gypsy Symphony fueron interpretadas por otros artistas. «Mad Mad Me» fue interpretada originalmente por Maria Muldaur en su álbum homónimo de 1973. «My Love Is All I Know» apareció en el álbum Singin'... (1977) de Melissa Manchester mientras que «The Good Love» apareció en el álbum I'll Be Your Everything (1975) del cantante de soul Percy Sledge. La versión de Muldaur de «Mad Mad Me» ayudó a lanzar el nombre de Waldman como compositora.

## Recepción de la crítica
Un escritor no especificado de la revista Cash Box declaró: “El álbum debut de Wendy fue bastante impresionante, pero como ocurre con los talentos dinámicos, su segunda oferta es aún mejor. Su encantadora voz es el alma y la sustancia de este paquete, pero nadie debería pasar por alto su increíble talento para escribir... Wendy es de hecho una expresionista autónoma y sus puntos fuertes abundan en toda esta colección”. Un escritor no especificado de Billboard comentó: “El LP debut de Waldman el año pasado obtuvo fantásticos elogios como primer álbum y este probablemente sea aún mejor, debido a que Muscle Shoals Rhythm Section respaldó a la escritora y cantante de 22 años, donde la versatilidad es tan admirable como su capacidad para poner líneas complejas en producciones escuchables”. Un escritor no especificado de Record World elogió la “voz emotiva y llena de sabor” de Waldman.

## Lista de canciones
Todas las canciones escritas y compuestas por Wendy Waldman.
Lado uno
1. «My Love Is All I Know» – 3:34
2. «You Got to Ride» – 3:26
3. «The Good Love» – 5:03
4. «My Name Is Love» – 2:33
5. «Cold Back on Me» – 5:26

Lado dos
1. «Studio Song» – 2:27
2. «Baby Don't You Go» – 2:18
3. «Northwoods Man» – 4:25
4. «Come on Down» – 4:23
5. «Mad Mad Me» – 3:25
6. «The Road Song» – 4:55

## Créditos y personal
Créditos adaptados desde las notas de álbum de Gypsy Symphony.
Músicos
- Wendy Waldman – voces, guitarra acústica en «My Love Is All I Know», «Northwoods Man» y «The Road Song», dulcémele en «Come on Down», piano en «Mad Mad Me»
- Barry Beckett – piano eléctrico, piano, órgano, sintetizador ARP
- Pete Carr – guitarra eléctrica y acústica, dobro
- Roger Hawkins – batería, percusión
- David Hood – bajo eléctrico
- Jimmy Johnson – guitarra rítmica
- Thomas Roady – timbal, conga, percusión

Músicos adicionales
- Jerry Masters – bajo eléctrico en «Northwoods Man»
- Andrew Gold – guitarra eléctrica en «You Got to Ride» y «Baby Don't You Go»
- Donald Menza – saxofón soprano en «My Name Is Love»
- Carmi Simon – mandolina en «Northwoods Man»
- Joel Tepp – harmónica en «Northwoods Man» y «Baby Don't You Go»
- Maria Muldaur – coros en «Come on Down»
- Karla Bonoff – coros en «Come on Down»
- Ken Edwards – coros en «Come on Down»
- Andrew Gold – coros en «Come on Down»
- Greg Prestopino – coros en «Come on Down»